# WEST LOVE SHINE
「WEST LOVE SHINE」（ウエスト ラブ シャイン）は、WEST SIDEのメジャー・デビュー・シングル。2001年1月24日に発売。規格品番：TOCT-4265。

## 解説
関西テレビ放送「紳助の人間マンダラ」の企画でCDデビュー。オリコンチャート最高位41位。発売2日で初回生産分1万枚を完売。通常盤CDは初回盤とディスクジャケットが異なりポストカードを封入。プロデューサーは布川敏和、ミュージック・ビデオは井筒和幸が監督を務めた。カップリング「僕は何処にいる?」は当シングルのみ聴くことが出来る。アルバム、ライブDVD共に未収録で入手が困難である。

## 収録曲
1. WEST LOVE SHINE（5：23）[1]
  - 作詞:森雪之丞　作曲・編曲:Korn
2. 僕は何処にいる?（4：42）[1]
  - 作詞:西野亮廣・森雪之丞　作曲・編曲:Korn
3. WEST LOVE SHINE (Instrumental)（5：23）[1]